# Andrew Arbuckle (Politiker)
Andrew Arbuckle (* 12. April 1944 in der Region Fife) ist ein schottischer Politiker und Mitglied der Liberal Democrats.

## Leben
Arbuckle besuchte die Bell Baxter High School  und das Elmwood College in Cupar, wo er ein Diplom in Agrarwissenschaften erwarb. Er führte dann einen landwirtschaftlichen Betrieb im östlichen Fife nahe Newburgh. Arbuckle war Präsident der Schottischen Bauernvereinigung.

## Politischer Werdegang
1986 trat Arbuckle erstmals auf politischer Ebene in Erscheinung, als er in den Regionalrat von Fife gewählt wurde. Diesem gehörte er bis in die 2000er Jahre an. Bei den ersten Schottischen Parlamentswahlen im Jahre 1999 trat Arbuckle erstmals zu nationalen Wahlen an. Er bewarb sich jedoch nicht um das Direktmandat eines Wahlkreises, sondern war hinter Keith Raffan auf dem zweiten Rang der Regionalwahlliste der Liberaldemokraten für die Wahlregion Mid Scotland and Fife gesetzt. Da die Partei bei diesen Wahlen nur ein Listenmandat in dieser Wahlregion erringen konnte, verpasste Arbuckle den Einzug in das neugeschaffene Schottische Parlament. Auch bei den folgenden Parlamentswahlen 2003 konnte er unter gleichen Voraussetzungen kein Mandat gewinnen. Als Raffan jedoch sein Mandat zu Beginn des Jahres 2005 aus gesundheitlichen Gründen zurückgab, rutschte Arbuckle als nächstplatzierte auf der Wahlliste nach und zog erstmals in das Schottische Parlament ein. Hierbei war er der erste Abgeordnete der in dem neuen Parlamentsgebäude vereidigt wurde. 2007 stand Arbuckle ein weiters Mal auf dem zweiten Rang der Regionalwahlliste. Da die Liberaldemokraten jedoch keine Listenmandate für Mid Scotland and Fife gewinnen konnten, schied er aus dem Parlament aus.